# Murdock MacQuarrie
Murdock MacQuarrie (25 de agosto de 1878 – 22 de agosto de 1942) fue un actor, director y guionista cinematográfico de nacionalidad estadounidense, activo principalmente en la época del cine mudo.

## Biografía
Su nombre completo era Murdock J. Macquarie, y nació en San Francisco, California. Veterano de la Guerra hispano-estadounidense, era un actor teatral que pasó al cine, medio en el que fue un conocido actor de carácter. Inició su larga carrera cinematográfica en el cine mudo, actuando en películas como The Count of Monte Cristo (1913), dedicándose más adelante a la dirección, trabajando para los estudios Universal.
Era hermano de los actores Albert MacQuarrie y Frank MacQuarrie.
Murdock Macquarie falleció en Los Ángeles, California, en 1942.

## Filmografía

### Actor

#### 1912
- Where Paths Meet, de J. Farrell MacDonald
- The Hand of Mystery

#### 1913
- The Violin
- The Alchemist
- The Ways of Fate, de Wallace Reid
- The Sandman, regia di David Miles
- Pearls of the Madonna
- The Scarlet Letter, de William Bertram y Murdock MacQuarrie
- The Carbon Copy, dy David Miles
- Dr. Jekyll and Mr. Hyde, dy Frank E. Woods
- Mission Bells, de David Miles
- Mother
- The Trap, de Edwin August
- The Echo of a Song, de Allan Dwan
- Criminals, de Allan Dwan
- The Thumb Print, de Phillips Smalley y Lois Weber
- When Death United
- The Count of Monte Cristo, de Joseph A. Golden y Edwin S. Porter
- The Boob's Dream Girl, de Otis Turner
- A Matter of Honor
- Red Margaret, Moonshiner, de Allan Dwan
- Bloodhounds of the North, de Allan Dwan
- The Major's Story, de David Miles

#### 1914
- The Lie, de Allan Dwan
- The Honor of the Mounted, de Allan Dwan
- Remember Mary Magdalen, de Allan Dwan
- Discord and Harmony, de Allan Dwan
- The Menace to Carlotta, de Allan Dwan
- The Embezzler, de Allan Dwan
- The Lamb, the Woman, the Wolf, de Allan Dwan
- The End of the Feud, de Allan Dwan
- The Tragedy of Whispering Creek, de Allan Dwan
- The Unlawful Trade, de Allan Dwan
- Heart Strings, de Charles Giblyn
- The Forbidden Room, de Allan Dwan
- The Old Cobbler
- The Hopes of Blind Alley, de Allan Dwan
- A Ranch Romance
- Her Grave Mistake
- By the Sun's Rays, de Charles Giblyn
- The Oubliette, de Charles Giblyn
- A Miner's Romance
- The Higher Law, de Charles Giblyn
- Be Neutral
- Richelieu, de Allan Dwan
- The Old Bell-Ringer, de Murdock MacQuarrie
- Monsieur Bluebeard
- The Nihilists, de Murdock MacQuarrie
- The Wall of Flame, de Murdock MacQuarrie
- The Star Gazer, de Murdock MacQuarrie
- The Two Thieves, de Murdock MacQuarrie
- Ninety Black Boxes
- As We Journey Through Life, de Murdock MacQuarrie
- The Foundlings of Father Time
- The Widow's Last
- The Christmas Spirit
- For I Have Toiled, de Murdock MacQuarrie
- When It's One of Your Own, de Murdock MacQuarrie

#### 1916
- X-3, de Jay Hunt
- The Fatal Introduction
- On Dangerous Ground, de Murdock MacQuarrie
- The Stain in the Blood
- Nancy's Birthright
- The Narrow Creed
- Life's Maelstrom
- Accusing Evidence

#### 1917
- Panthea
- John Bates' Secret
- John Osborne's Triumph
- Fear Not, de Allen Holubar
- Loyalty, de Jack Pratt
- The Kingdom of Love

#### 1918
- Humility
- Her Moment
- Riders of the Purple Sage, de Frank Lloyd

#### 1919
- Gambling in Souls
- When a Woman Strikes
- Jacques of the Silver North
- The Little Diplomat , de Stuart Paton

#### 1920
- The Silver Horde, de Frank Lloyd

#### 1921
- Sure Fire, de John Ford
- Cheated Hearts

#### 1922
- The Hidden Woman, de Allan Dwan
- If I Were Queen

#### 1923
- Canyon of the Fools
- Ashes of Vengeance, de Frank Lloyd

#### 1924
- The Only Woman

#### 1925
- Gentleman Roughneck

#### 1926
- Hair Trigger Baxter
- The High Hand, de Leo Maloney
- Going the Limit
- The Jazz Girl

#### 1927
- The Long Loop on the Pecos
- The Man from Hard Pan
- Black Jack

#### 1928
- The Apache Raider

#### 1929
- The Apache Raider
- 45 Calibre War
- El desfile del amor

#### 1930
- Captain of the Guard
- Pardon My Gun
- The Lottery Bride

#### 1931
- Command Performance, de Walter Lang
- The Drums of Jeopardy
- Hell Bound
- The Two Gun Man, de Philip Rosen
- Sundown Trail
- Arizona Terror
- Near the Trail's End
- Grief Street
- Lariats and Six-Shooters
- The Devil Plays
- The Wide Open Spaces
- El hombre y el monstruo, de Rouben Mamoulian

#### 1932
- One Man Law
- The Shadow of the Eagle, de Ford Beebe y B. Reeves Eason
- 45 Calibre Echo
- Cross-Examination
- The Saddle Buster
- Rule 'Em and Weep
- The Engineer's Daughter; or, Iron Minnie's Revenge
- Daring Danger
- Ride Him, Cowboy, de Fred Allen
- Fighting for Justice
- Two Lips and Juleps; or, Southern Love and Northern Exposure
- Wild Girl, de Raoul Walsh
- Gambling Sex
- The Penal Code

#### 1933
- Phantom Thunderbolt
- Son of the Border
- Cross Fire, de Otto Brower
- Easy Millions
- Stolen by Gypsies or Beer and Bicycles
- One Year Later, de E. Mason Hopper
- Roman Scandals, de Frank Tuttle

#### 1934
- Potluck Pards, de Bernard B. Ray
- The House of Rothschild, de Alfred L. Werker
- Romance Revier, de Harry S. Webb
- Smoking Guns
- Going Bye-Bye!, de Charles Rogers
- Fighting Hero, de Harry S. Webb
- The Tonto Kid, de Harry L. Fraser
- The Man from Hell, de Lewis D. Collins
- The Dude Ranger, de Edward F. Cline
- The Return of Chandu
- Terror of the Plains, de Harry S. Webb
- When Lightning Strikes, de Burton L. King y Harry Revier
- The Mighty Barnum, de Walter Lang

#### 1935
- Clive of India, de Richard Boleslawski
- Outlaw Rule
- North of Arizona
- Les Miserables, de Richard Boleslawski (1935)
- Stone of Silver Creek
- Silent Valley
- The Laramie Kid
- Outlawed Guns
- Bonnie Scotland, de James W. Horne
- Diamond Jim
- The Dark Angel, de Sidney A. Franklin
- The New Frontier, de Carl Pierson
- Nevada, de Charles Barton
- The Shadow of Silk Lennox, de Ray Kirkwood y Jack Nelson

#### 1936
- Sunset of Power, de Ray Taylor
- I'll Name the Murderer, de Bernard B. Ray
- Tiempos modernos
- Prisionero del odio, de John Ford
- The Drag-Net, de Vin Moore
- The Singing Cowboy, de Mack V. Wright
- Pinto Rustlers, de Harry S. Webb
- Furia, de Fritz Lang
- Shakedown, de David Selman
- Prison Shadows
- Santa Fe Bound
- Great Guy, de John G. Blystone
- Roarin' Lead
- Stormy Trails, de Sam Newfield

#### 1937
- Venus Makes Trouble
- Pick a Star, de Edward Sedgwick
- The Fighting Texan
- Flying Fists
- Slaves in Bondage
- On Such a Night
- Zorro Rides Again, de John English y William Witney

#### 1938
- The Jury's Secret, de Edward Sloman
- The Lone Ranger, de John English y William Witney
- Topa Topa, de Charles Hutchison y Vin Moore
- Western Trails, de George Waggner
- Blockade, de William Dieterle
- Guilty Trails, de George Waggner
- Prairie Justice, de George Waggner
- Ghost Town Riders, de George Waggner
- Tom Sawyer, Detective, de Louis King

#### 1939
- Stand Up and Fight
- Death Rides the Range

#### 1942
- Freckles Comes Home, de Jean Yarbrough
- Arabian Nights, de John Rawlins

### Guionista
- The Hopes of Blind Alley
- An Example
- Ethel's Burglar
- The $50,000 Jewel Theft
- Nancy's Birthright
- Life's Maelstrom